# Стадион ФК Колубара
Стадион ФК Колубара је фудбалски стадион у Лазаревцу, Србија. Стадион је капацитета око 2.500 гледалаца. На њему утакмице као домаћин игра ФК Колубара. Изграђен је 1926. године.
Током 2019. године стадион је добио расвету по стандардима УЕФА, са рефлекторима од 1.500 лукса, средства су обезбеђена уз помоћ Града Београда. Пре тога су постављене стадионске столице на трибинама, па је капацитет овог спортског објекта тренутно 2.500 седећих места.